# Cladonia foliacea
Cladonia foliacea (Huds.) Willd. (1787), è una specie di lichene appartenente al genere Cladonia,  dell'ordine Lecanorales.
Il nome proprio deriva dal latino foliaceus, che significa simile ad una foglia, frondoso, per la forma del tallo.

## Caratteristiche fisiche
Il tallo primario è ricoperto da squamule lunghe fino a 1,5 centimetri, densamente accorpate in cuscinetti abbastanza consistenti, legati al substrato. I podezi sono piuttosto irregolari, caliciformi, di dimensioni ridotte e spesso del tutto assenti; il bordo delle squamule merita un'osservazione ravvicinata con lente d'ingrandimento: si potranno notare piccolissimi filamenti neri, peculiarità di poche specie di Cladonia. Il suo aspetto fogliaceo, ad un esame superficiale, la rende comunque confondibile con altre simili.
Il fotobionte è principalmente un'alga verde delle Trentepohlia.

## Habitat
Questa specie necessita di clima mite e temperato, si rinviene su terreni di una certa acidità e umiferi. Ritrovata spesso insieme a C. convoluta, con la quale condivide il substrato. Predilige un pH del substrato con valori intermedi fra molto acido e subneutro fino a subneutro puro. Il bisogno di umidità è mesofitico.

## Località di ritrovamento
La specie è abbastanza diffusa, ed è stata rinvenuta nelle seguenti località:
- Germania (Sassonia-Anhalt, Baviera, Berlino, Brandeburgo, Amburgo, Essen, Meclemburgo, Bassa Sassonia, Renania Settentrionale-Vestfalia, Renania-Palatinato, Sassonia, Turingia, Baden-Württemberg, Schleswig-Holstein);
- Spagna (Aragona, Cantabria, Castiglia e León);
- Iran (Mazandaran);
- Isole Canarie (Fuerteventura);
- Albania, Austria, Capo Verde, Cipro, Creta, Danimarca, Estonia, Finlandia, India, Irlanda, Isole Azzorre, Lituania, Lussemburgo, Macedonia, Madera, Marocco, Mongolia, Norvegia, Paesi Bassi, Polonia, Portogallo, Regno Unito, Repubblica Ceca, Romania, Serbia, Svezia, Tunisia, Turchia, Uruguay.

In Italia è abbastanza rara: 
- Trentino-Alto Adige, da molto rara ad estremamente rara nella valli
- Valle d'Aosta, da molto rara ad estremamente rara nella valli
- Piemonte, molto rara nelle zone adiacenti all'arco alpino, estremamente rara altrove
- Lombardia, molto rara nelle zone adiacenti all'arco alpino, estremamente rara nel milanese, assente nelle zone padane
- Veneto, estremamente rara nelle valli al confine col Trentino, assente altrove
- Friuli, non reperita
- Emilia-Romagna, estremamente rara nelle zone appenniniche
- Liguria, abbastanza comune lungo l'arco orientale, rara lungo quello occidentale
- Toscana, comune lungo le zone costiere, abbastanza comune altrove
- Umbria, abbastanza comune in tutta la regione, molto rara da Foligno a Spoleto
- Marche, non reperita
- Lazio, da comune nelle zone costiere ad abbastanza comune nell'entroterra
- Abruzzi, non reperita
- Molise, non reperita
- Campania, da comune nelle zone costiere a molto rara in quelle interne
- Puglia, comune nel Gargano, da molto rara ad estremamente rara in tutte le altre zone
- Basilicata, estremamente rara
- Calabria, da abbastanza comune lungo il litorale tirrenico ad estremamente rara su quello ionico
- Sicilia, abbastanza comune nel messinese, ragusano e palermitano; rara nel resto della regione
- Sardegna, da abbastanza comune sul versante occidentale ad estremamente rara su quello orientale.[3]

## Tassonomia
Questa specie è attribuita alla sezione Cladonia; a tutto il 2008 sono state identificate le seguenti forme, sottospecie e varietà:
- Cladonia foliacea f. albidopiligera M. Choisy (1951).
- Cladonia foliacea f. centralls Anders (1936).
- Cladonia foliacea f. cladiensis (Heufl.) M. Choisy (1951).
- Cladonia foliacea f. foliacea (Huds.) Willd. (1787).
- Cladonia foliacea f. phyllocephala Vain. (1961).
- Cladonia foliacea f. sessilis Wallr.
- Cladonia foliacea f. squamulosa A. Evans.
- Cladonia foliacea subsp. convoluta (Lamkey) Clauzade & Cl. Roux (1985), (= Cladonia convoluta).
- Cladonia foliacea subsp. foliacea (Huds.) Willd. (1787).
- Cladonia foliacea var. alcicornis (Lightf.) Schaer. (1823).
- Cladonia foliacea var. convoluta (Lamkey) Vain., (= Cladonia convoluta).
- Cladonia foliacea var. endiviifolia (Dicks.) Schaer., (= Cladonia convoluta).
- Cladonia foliacea var. firma (Nyl.) Vain. (1894), (= Cladonia firma).
- Cladonia foliacea var. foliacea (Huds.) Willd. (1787).
- Cladonia foliacea var. meiophora Asahina (1966).